# Mesochorus glaucus
Mesochorus glaucus là một loài tò vò trong họ Ichneumonidae.